# 人民广场 (阿斯科利皮切诺)

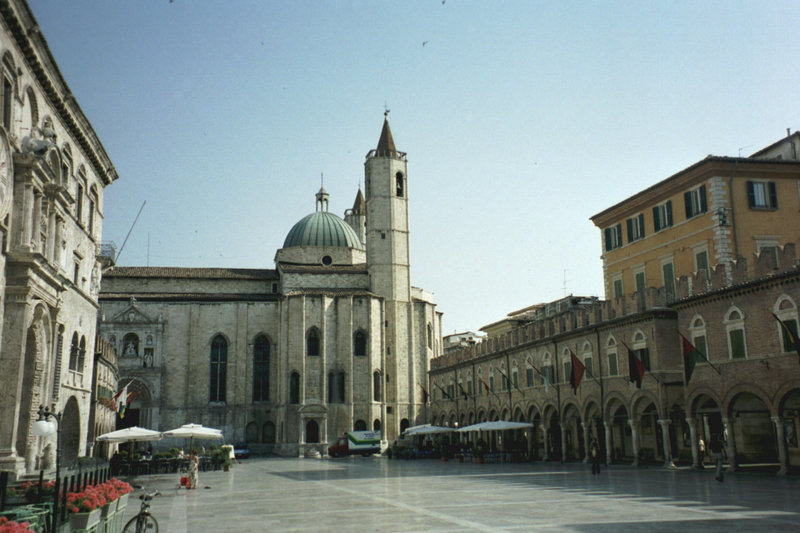
人民广场

人民广场（Piazza del Popolo）是意大利马尔凯大区阿斯科利皮切诺的一个城市广场，文艺复兴风格，得名于广场西侧的人民代表宫 (palazzo dei Capitani del Popolo)。这里是城市的客厅和象征，市民聚会和散步的地点，历史学家安东尼奥 罗迪洛斯称之为“意大利最和谐的广场之一”。该市的狂欢节和中世纪马术比赛在此举行。

## 建筑
- 人民代表宫 (palazzo dei Capitani del Popolo)，12世纪锯齿形塔楼
- 圣方济各圣殿（Basilica di San Francesco）
- 拉扎罗·莫雷利亭（Edicola di Lazzaro Morelli）
- 梅莱蒂咖啡馆（Caffè Meletti）
- 商人凉廊 (Loggia dei Mercanti)

42°51′16″N 13°34′32″E / 42.8545°N 13.5755°E